# Procryptotermes fryeri
Procryptotermes fryeri (лат.) — вид термитов рода Procryptotermes (семейство Kalotermitidae). Внесён в Международный Красный список МСОП в статусе вида, находящегося на грани исчезновения. Эндемик атолла Альдабра (государство Сейшельские Острова). Назван в честь Mr J. C. F. Freyer, собравшего типовую серию в 1908 году.

## Описание
Мелкого размера термиты. Длина тела имаго самцов и самок 5—6 мм, с крыльями 9—10 мм. Длина солдат 6 мм. Обнаружен только на небольшом атолле Альдабра (государство Сейшельские Острова), где обитает в прибрежных кустарниках на юго-востоке острова. Весь ареал вида занимает площадь около 1 км². В настоящее время атолл Альдабра является заповедником и входит в список объектов Всемирного наследия ЮНЕСКО. Основную угрозу для вида представляет повышение уровня океана более чем на 1 м вследствие глобального потепления.
Впервые был описан в 1910 году под названием Calotermes fryeri Holmgren, 1910.